# Filtre passabaix
Un filtre passabaix és un filtre electrònic caracteritzat per permetre el pas de les freqüències més baixes i atenuar les freqüències més altes. El filtre requereix dos terminals d'entrada i dos de sortida, d'una caixa negra, també denominada quadripol o biport, així totes les freqüències es poden presentar a l'entrada, però a la sortida només hi seran les que permeti passar el filtre.
En particular la funció de transferència d'un filtre passabaix de primer ordre correspon, a: {\displaystyle H(s)=k{\frac {1}{1+{\frac {s}{\omega _{c}}}}}\,\!}, on la constant {\displaystyle k\,\!} és només una ponderació corresponent al guany del filtre, i la importància real està en la forma de la funció de transferència: {\displaystyle {\frac {1}{1+{\frac {s}{\omega _{c}}}}}\,\!}, la qual determina el comportament del filtre.
En la funció de transferència anterior {\displaystyle \omega _{c}\,\!} correspon a la freqüència de tall pròpia del filtre, aquell valor de freqüència per al qual l'amplitud del senyal d'entrada s'atenua 3 dB. La constant és només una ponderació corresponent al guany del filtre, i la real importància està en la forma de la funció de transferència, la qual determina el comportament del filtre. Correspon a la freqüència de tall pròpia del filtre, és a dir la freqüència a partir de la qual es comença a atenuar el senyal d'entrada.
De forma anàloga al cas de primer ordre, els filtros passa baixos de major ordre també es caracteritzen per la seva funció de transferència, per exemple la d'un filtre passa baixos de segon ordre correspon a: {\displaystyle H(s)=K{\frac {\omega _{o}^{2}}{s^{2}+2\xi \omega _{o}s+\omega _{o}^{2}}}\,\!}, on {\displaystyle \omega _{o}\,\!} és la freqüència natural del filtre i {\displaystyle \xi \,\!} és el factor d'amortiment d'aquest.

## Filtre analògic
Qualsevol filtre, té una entrada i una sortida, així que si parlem d'un filtre passabaix, el podem veure, com una caixa negra amb dos terminals d'entrada i dos de sortida. Si un terminal d'entrada és comú a la sortida tindrem un sistema desequilibrat (Unbalance, en anglès), així, si anomenem E1 i E2 als terminals d'entrada i s1 i s2 als de sortida, un filtre passabaix senzill, seria, posar una resistència entre e1 i s1 i un condensador, entre s1 i s2, unint e2 amb s2, tenim un filtre passabaix desequilibrat. Ara vegem com treballa: les diferents freqüències ingressen per e1-e2 i surten per s1-s2, les altes freqüències veuran en el condensador una baixa impedància (curtcircuit) mentre que les baixes freqüències continuaran per les sortides s1-s2 cap al circuit següent, complint amb la funció de deixar passar les baixes freqüències i atenuar les altes. També com es descriu a sota, es pot utilitzar una bobina, entre e1 i s1 i els terminals e2 i s2 s'uneixen, tenint així un filtre passabaix desequilibrat, el qual es regeix per XL = WL, on XL és la reactància inductiva, w la freqüència angular i L la inductància.
El més senzill es troba incorporat a una resistència i un condensador (o bobina). Però podria ser millor. Un filtre analògic elemental compost per un condensador es denomina, "Filtre passaalt" (ja que la Reactància Capacitiva Xc = 1/WC). Mentre que el compost per una inductància (bobina, o xoc) és un "filtre passabaix" (a causa que la Reactància Inductiva Xl = WL).

## Filtre digital
L'equació d'un filtre passa-baix digital de primer ordre és: {\displaystyle y[n]=y[n-1]+{\frac {x[n]-y[n-1]}{A}}\,\!}
On A ha de ser major que 1. També és anomenat filtre de mitjana, perquè fa la mitjana les mostres de l'entrada i, per tant, suprimeix variacions ràpides, característica que li dona el caràcter de passa baix. La seva transformada Z és: {\displaystyle H(z)={\frac {1}{A}}(1+z^{-1})\,\!}

## Amplada de banda
L'amplada de banda d'un filtre passa banda ideal posseeix dos espectres: un ubicat a {\displaystyle wo} i l'altre a {\displaystyle -wo}, essent wo la freqüència central del filtre, si aquest mateix filtre tingués una amplada de banda {\displaystyle b} els espectres serien de la següent forma:
```

  

    

      

        
−

        
w

        
o

        
−

        
b

        

          
/

        

        
2

        

        

      

    

    
{\displaystyle -wo-b/2\,\!}

  

 i 

  

    

      

        
−

        
w

        
o

        
+

        
b

        

          
/

        

        
2

        

        

      

    

    
{\displaystyle -wo+b/2\,\!}

  

  

    

      

        
w

        
o

        
−

        
b

        

          
/

        

        
2

        

        

      

    

    
{\displaystyle wo-b/2\,\!}

  

 i 

  

    

      

        
w

        
o

        
+

        
b

        

          
/

        

        
2

        

        

      

    

    
{\displaystyle wo+b/2\,\!}

  

```